# افسانه‌های هندوان و بودائیان
افسانه‌های هندوان و بودائیان (به انگلیسی: Myths of the Hindus & Buddhists) کتابی است از خواهر نیبدیتا و آناندا کوماراسوامی با نقّاشی‌هایی از آبانیندرانات تاگور.